# Сакаи (Ибараки)
Сакаи (яп. 境町 Сакаи-мати) — посёлок в Японии, находящийся в уезде Сасима префектуры Ибараки. Площадь посёлка составляет 46,58 км², население — 24 821 человек (1 августа 2014), плотность населения — 532,87 чел./км².

## Географическое положение
Посёлок расположен на острове Хонсю в префектуре Ибараки региона Канто. С ним граничат города Кога, Бандо, Нода и посёлок Гока.

## Население
Население посёлка составляет 24 821 человек (1 августа 2014), а плотность — 532,87 чел./км². Изменение численности населения с 1980 по 2005 годы:
| 1980 | 25 696 чел. |  |
| 1985 | 26 297 чел. |  |
| 1990 | 26 922 чел. |  |
| 1995 | 27 237 чел. |  |
| 2000 | 27 171 чел. |  |
| 2005 | 26 468 чел. |  |

## Символика
Деревом посёлка считается османтус, цветком — канна.